# وشم ماگدالنا
وشم ماگدالنا (نام علمی: Crypturellus erythropus saltuarius) نام یک زیرگونه از سرده دمچه‌پنهان‌ها است.